# Captain N: The Game Master
Captain N: The Game Master (en España, Capitán N: el dueño del juego y en Hispanoamérica, Capitán N: el amo del juego) es una serie de animación estadounidense-canadiense que fue emitida por televisión de 1989 a 1991 como parte de la programación de dibujos animados de los sábados por la mañana en la NBC. La serie incorporaba elementos de muchos de los videojuegos de Nintendo más populares en aquel entonces. También hubo una versión en comic book publicada por Valiant Comics, aunque sólo presentaba personajes de juegos producidos por la compañía japonesa Nintendo. La serie también forma parte de un bloque de una hora en la temporada 2 con The Adventures of Super Mario Bros. 3 y con Super Mario World en la temporada 3 en un bloque de media hora.
Asimismo, Capitán Nintendo, es el nombre del personaje ficticio que protagoniza la mencionada serie. El nombre llama la atención, ya que tiene en su nombre el nombre de la empresa y la serie consistía presentar la aventura de un videojugador dentro del mundo de los videojuegos.
Captain N debutó por primera vez en la revista Nintendo Power, revista oficial de Nintendo, seguido por la caricatura, y luego en su propio medio oficial (en la Comic Nintendo System), pero no fue sino hasta la caricatura donde se concretó y se hizo oficial su serie. La popularidad que consiguió en el principio ayudó a Captain N, una entrada al cartoon de aquella época.
Capitán Nintendo parece un mero antropomorfismo de Nintendo reflejado como un videojugador, sin estar seguros que así sea.

## La historia
Videoland es una ciudad virtual futurista que está custodiada por la Princesa Lana y se observan las dimensiones de los videojuegos según su correspondencia, sin prometer nada.
Entre los villanos populares de los años 80, Mother Brain consiguió una forma de traspasar a los multiversos de varias dimensiones de videojuegos, haciendo maldad y aliándose con los villanos de la serie, entre los cuales eran personajes de videojuegos de la compañía Nintendo.
Los héroes serían Simon Belmont (Castlevania), Megaman, Kid Icarus (que era Pit, pero en la serie era llamado por la serie homónima), Princesa Lana, Kevin Keene (Capitán N) y su perro Duke.
El sueño de todo gamer se hizo realidad.

## Los Superpoderes de Capitán N
Capitán N tenía poderes emanados de un videojugador, o sea, todo lo que podía hacer un videojugador mediante una consola o en un juego, lo podía hacer Capitán N haciendo los mismos efectos consigo, mediante sus propios controles de videojuegos.
Algunos de los poderes vistos:
- Activar consolas mediante su Joystick (Zapper Gun y el Joystick de NES), para utilizar sus poderes
- Levitación
- Pausa
- Super Salto
- Super Velocidad

## Personalidad y Apariencia
Capitán N luce como un estudiante de un colegio de la época de los 80's. Consigo porta artículos de consola como el joystick de NES en el cinturón, las cuales usa sus poderes emanados si fuese parte de un videojuego. Una N en su chaqueta posiblemente para solo referirse a Nintendo. En las historietas, su pelo era rojizo claro brillante, pero ahora es negro o castaño opáco.

## Equipo N
El equipo N consta como se conoce hasta ahora entre:
- Kevin Keene: Protagonista de la serie, más conocido como "Capitán N."

- Duke: El perro de Kevin.

- Princesa Lana: La princesa de Videoland.

- Game Boy: Como una Game Boy real, pero antropomórfica. Sólo apareció en la segunda temporada y no tuvo mucha popularidad.

- Kid Icarus: de Kid Icarus, por ignorancia se le colocó el nombre del título, pero su nombre de forma oficial es Pit.

- Megaman: de los videojuegos de Nintendo Entertainment System creados por Capcom, Megaman, pero más verde y tosco. En la serie sólo es llamado Mega.

- Simon Belmont: Protagonista de los videojuegos de Castlevania. Es muy diferente a su versión original del videojuego. Según dicen, se basó en su actor de voz.

## Los enemigos
Aquellos villanos eran:
- Mother Brain: Metroid, es la villana principal de la serie. Es distinta al videojuego debido a que el personaje en si en el primer juego, no tenía una forma concreta.
- Magician Eggplant (Mago Berenjena): Kid Icarus, NES. Hacía típico malo torpe. Su magia hacía que las cosas se convirtieran en verduras, esto rara vez solía ser útil.
- King Hippo: Punch-Out!!. A pesar de que él no es realmente el villano principal de dicho juego, sino más bien un personaje secundario, pero bastante popular debido a su punto débil.
- Dr. Wily: Megaman, NES. El villano de los juegos de Nintendo Entertainment System de Megaman.

- El Conde: El villano de Castlevania. En la serie se le representa como una persona seria y torpe. Al igual que Simon, poco tiene que ver con su contraparte en los videojuegos. Realmente se llama Drácula, pero nunca se refieren hacía él con este nombre (debido a derechos de autor). Tiene poder sobre los muertos y no para de aterrar a la ciudad de Castlevania.

- Ganon: The Legend of Zelda. Su apariencia, un puerco, es la versión antigua de Ganondorf. esta forma es más conocida a partir de The Legend of Zelda: Ocarina of Time como modo bestia (Ganon) y su auténtica forma como modo humano (o sea Ganondorf). Después de ser derrotado por Link, pierde todo su poder, así que Madre Cerebro decide mandar a King Hippo y Mago Berenjena a buscar la poción del poder para que vuelva a ser como antes, sin embargo, cuando lo consiguió, Ganon optó por traicionar a Madre Cerebro para gobernar él solo Videoland, pero Link y Kevin lo derrotan de nuevo.

Actualmente los villanos pueden ser cualquiera de parte de la serie de Nintendo, cualquier enemigo del universo de Nintendo, es propio de los enemigos del equipo N.

## Otros personajes
Estos son personajes que no se unieron al equipo N por caso personal.
- Alucard: Castlevania III: Dracula's Curse. El hijo del conde que solo apareció en un episodio.

- Astos: Final Fantasy. Personaje Third-Party y uno de los villanos de Final Fantasy. Con su magia intentó hacer que Kevin se volviera malo para así dominar el mundo de Final Fantasy. Solo aparece en este episodio el cual es el último de la serie.

- Bayou Billy: The Adventure of: Bayou Billy. Aparece en la primera temporada, es de uno de los videojuegos más difíciles de la NES (cortesía de Konami). Cuando Kevin queda atrapado en el pantano, Bayou Billie le enseña a sobrevivir en el, ya que era el único juego que Kevin no logró superar. El episodio es una referencia de lo difícil que era el juego.
- Rey Charles: Original. El Rey de Videoland y Padre de la princesa Lana. Fue capturado por Madre Cerebro y enviado al mundo de los espejos en Excalibur (Wizards & Warriors), todo esto antes de empezar la serie y ha permanecido allí desde entonces. Es un gobernante compasivo y generoso, que pone el bien de los demás por encima de su propio bienestar.
- Donkey Kong: Donkey Kong. Esta grotesca y gigantesca versión de Donkey Kong se basaba estrictamente en la versión original del juego. Aunque a veces parezca estar de lado de Madre Cerebro, el realmente es un personaje neutro, por lo que no pertenece a ninguno de los dos bandos, aunque es uno de los villanos. Esta no es la primera vez que Donkey Kong aparece en una serie de televisión, pues el videojuego Donkey Kong, junto a otros tres (uno de ellos Donkey Kong Jr.) tenían una serie de televisión llamada Saturday Supercade, además más tarde obtuvo su serie de televisión propia basada en el juego de SNES Donkey Kong Country.

- Dragonlord: Dragon Quest. Otro Third-Party para ampliar la caricatura. Es un dragón del mismo tamaño que Donkey Kong. Hace varios intentos para gobernar el mundo de Dragon Warrior (videojuego conocido actualmente con su nombre japonés: Dragon Quest, donde es el villano principal del primer juego), es inteligente, aunque algo ingenuo y hace uso de sus poderes mágicos para dominar Dragon's Lair.
- Guardián: Wizards & Warriors. aparece brevemente aceptando un soborno de Kevin. Este era el papel principal del personaje en el juego.

- Link: The Legend Of Zelda. Su diseño era original de la antigua época, cabello castaño y esta vez más alto. Kevin declaró que él es su ídolo así como su personaje favorito de videojuego. Al principio ambos no parecen llevarse bien debido a que Link se siente inferior ante el zapper de Kevin, pero al final ambos aprenden a cooperar. A diferencia de la serie de la Leyenda de Zelda, en esta Link es más adulto y más maduro, también es más competitivo.
- Mac: original. El robot similar al compañero antiguo de Kevin en el mundo real, posee poderes similares al Capitán Nintendo y suele ser más listo que él. Destruido por su intención final, salvar a Kevin.

- Malkil: Wizards & Warriors, solo apareció en un episodio donde curiosamente el reino del juego fue llamado Excalibur cuando en realidad en el juego se llama Elrond.
- Medusa: Kid Icarus. una Medusa muy distinta a la original contra la que se enfrentan Simon y Pit y solo este último logra vencerla.

- Príncipe Lyle: original. hermano de Princesa Lana, y coordinador del mundo de Tetris. Una maldición le convirtió en una pieza de Tetris, pero Kevin le salvó. A pesar de su linaje, muestra pocas habilidades de liderazgo o de heroísmo, y por lo general se considera como torpe a pesar de sus buenas intenciones.

- Príncipe Plenty: original. Ministro de Kongoland, excepto cuando Donkey Kong está haciendo de las suyas.
- Robin Hood: Robin Hood. A pesar de no ser un personaje de videojuego hubo uno para NES basado en una película, el episodio tenía por lo tanto fines lucrativos.
- Robots del Dr. Willy: Aparecen en diversos episodios, según el episodio aparecen todos los robots de un mismo juego juntos, es decir, todos los robots del Mega Man original aparecerán en el mismo juntos y así con el resto. La primera aparición fueron los del primer Mega Man, cuyo episodio era un reflejo de la dificultad del juego.
- Roll (posiblemente): Mega Man. El Dr.Light diseño una chica llamada Mega Girl para el cumpleaños de Mega Man que el en principio no la acepta porque le recuerda que no es humano. No está claro si realmente es Roll o no.

- Mayor Squaresly: original. Presidente de Tetris. Es aficionado a las fiestas y declara una siempre que puede.
- Wombatman: original. Parodia de Batman de caricatura de televisión.
- Dr. Wright: Mega Man. Aparece en algunos episodios ayudando al equipo N con diversos artilugios. Sirve como figura paterna de Mega Man. En realidad en el videojuego se llama Dr. Light, pero por motivos de licencias su nombre fue cambiado a Wright. Curiosamente actualmente existe un personaje de Nintendo llamado Profesor Wright (de Sim City) que no tiene nada ver con el juego ni la serie.

- Zelda: The Legend of Zelda. Apareció junto a Link en la serie. Cuando a costumbra a felicitar más a Kevin que a Link, hace que este se vuelva competitivo frente a Kevin.

## Cameos
Mientras muchos personajes no llegaron a aparecer en la serie (cuya falta se notó considerablemente, solo en muy escasas ocasiones, como son Samus Aran y Mario) algunos personajes los mencionan o aparecen brevemente.
- Mario: Donkey Kong. Aunque la saga de Super Mario Bros. comenzó a partir del juego de arcade Mario Bros. Mientras que él no apareció en la serie, debido a que él ya tenía la suya propia basada en los dos primeros juegos de NES (por no hablar de que fue extendida a Super Mario Bros. 3 y más tarde, Super Mario World), es mencionado en el primer capítulo por Kevin cuando este llega a Videoland y se encuentra por primera vez con el grupo, además en la introducción de la serie, cuando Kevin está jugando a la NES se oyen sonidos de Super Mario Bros. También se le puede ver brevemente en la introducción cuando Kevin está jugando a Punch-Out!!, ya que Mario es el árbitro de dicho juego.

- Bowser: Super Mario Bros. A diferencia de otros personajes, él no es mencionado ni tiene alguna breve aparición, pero el tema original de su castillo se escucha en algunos episodios.

- Samus Aran: Metroid. Samus solo apareció únicamente en el cómic publicado por Nintendo. La razón de que no apareciese en la serie se debe a que el creador no sabía quien era el personaje. Ella y Lana competían por el amor de Kevin, aunque al no aparecer en la serie, eran Simon Belmont y Kevin quienes competían por la atención de Lana. Es algo extraño que Samus no aparezca en la serie, considerando que Mother Brain, villana principal del juego original de Metroid también lo es aquí.

- Little Mac: Mike Tyson's Punch-Out!!. Él aparece en la introducción de la serie antes de que a Kevin sea absorbido por el televisor, donde se puede ver a Kevin jugando a Punch-Out!!.

- Glass Joe: Mike Tyson's Punch-Out!!. Aparece brevemente entrenando en el gimnasio de Punch-Out!! en un episodio.

- Pac-Man: Pac-Man. El logotipo que utilizó Mother Brain para las videolimpiadas tiene un cercado parecido con Pac-Man.

- Kraid: Metroid: Apareció en un episodio atacando a Kevin, que estaba sin su Zapper y sin su mando, aun así, pudo burlarlo.
- Trevor Belmont: Antepasado de Simon Belmont y protagonista de Castlevania III: Curse of Dracula. Es mencionado en un episodio de la tercera temporada.

## El DVD
Capitán Nintendo regresa en ciertos DVD como Captain N: The Complete Series. Sin embargo, aunque la serie se mencione completa, la tercera temporada apareció con Super Mario World, ya que no se consideró aquella temporada por haber sido cancelada, pero por pedido del público, se le fue concedido la tercera temporada.
Los DVD de la serie de Captain N, están separados por:
- Captain N: The Complete Series
- The Legend of Zelda
- The Super Mario Bros. Super Show!
- Captain N & Super Mario World

Los DVD incluyen información acerca del trabajo. Entre esas esta el concepto de arte de Captain N, donde se explica claramente el ya contado versiones del pasado.

## Antiguo Casting
Este es el casting en inglés que caracterizaba la caricatura. 
- Matt Hill: Kevin "Captain N" Keene (9 episodios, (1989-1991)
- Venus Terzo: Princess Lana (9 episodios, 1989-1991)
- Alessandro Juliani: Kid Icarus (9 episodios, (1989-1991)
- Andrew Kavadas: Simon Belmont (8 episodios, 1989-1991)
- Doug Parker: Megaman (8 episodios, 1989-1991)
- Michael Donovan: Eggplant Wizard (7 episodios, 1989-1991)
- Gary Chalk: King Hippo (7 episodios, 1989-1991)
- Levi Stubbs: Mother Brain (7 episodios, 1989-1991)
- Tomm Wright: Duke (6 episodios, 1989-1991)
- Ian James Corlett: Dr. Albert W. Wily (5 episodios, 1989-1991)
- Dorian Barag: Kevin Keene (Actor del intro de la serie en imagen real) / ... (5 episodios, 1989)
- Shane Meier: Additional Voices (4 episodios, 1989-1991)
- Louie From Critters of the Cinema: Duke (Del intro en imagen real) (4 episodios, 1989)
- Frank Welker: Game Boy (Temporadas 2 and 3) (4 episodios, 1991)
- Don Brown: Voces adicionales de Captain Nintendo (3 episodios, 1989)
- Len Carlson: Voces adicionales de Captain Nintendo (3 episodios, 1989)
- Babs Chula: Voces adicionales de Captain Nintendo (3 episodes, 1989)
- Violet Crumble: Voces adicionales de Captain Nintendo (3 episodes, 1989)
- Marcy Goldberg: Voces adicionales de Captain Nintendo (3 episodes, 1989)
- Doc Harris: Voces adicionales de Captain Nintendo (3 episodes, 1989)
- Anthony Holland: Voces adicionales de Captain Nintendo (3 episodes, 1989)
- Lee Jeffrey: Voces adicionales de Captain Nintendo (3 episodes, 1989)
- Alex Jorden: Voces adicionales de Captain Nintendo (3 episodes, 1989)
- Annabel Kershaw: Voces adicionales de Captain Nintendo (3 episodes, 1989)
- Colin Meachum: Voces adicionales de Captain Nintendo (3 episodes, 1989)
- Andrew Narados: Voces adicionales de Captain Nintendo (3 episodes, 1989)
- Jonathan Potts: Voces adicionales de Captain Nintendo (3 episodes, 1989)
- Cynthia Preston: Voces adicionales de Captain Nintendo (3 episodes, 1989)
- Alvin Sanders: Voces adicionales de Captain Nintendo (3 episodes, 1989)
- Mark Weatherly: Voces adicionales de Captain Nintendo (3 episodes, 1989)
- Kurt Weldon: Voces adicionales de Captain Nintendo (3 episodes, 1989)
- Long John Baldry: Voces adicionales de Captain Nintendo (3 episodes, 1991)

## Créditos de la serie
Escritores:
- Jeffrey Scott (13 episodios)
- Dennis O'Flaherty (4 episodios)
- Matt Uitz (4 episodios)
- Michael Maurer (4 episodios)
- Dorothy Middleton (3 episodios)
- David Ehrman (2 episodios)
- Sean Roche (2 episodios)
- Calvin Kelley (1 episodio)
- Greg Klein (1 episodio)
- Paul Dell (1 episodio)
- Rick Merwin (1 episodio)
- Steven Weiss (1 episodio)
- Ted Alben (1 episodio)

Dirección:
- Michael Maliani (1 episodio)
- Kit Hudson (cantidad desconocida de episodios)